# Puccinia glechomatis
Puccinia glechomatis är en svampart som beskrevs av DC. 1808. Puccinia glechomatis ingår i släktet Puccinia och familjen Pucciniaceae.   Inga underarter finns listade i Catalogue of Life.

## Källor

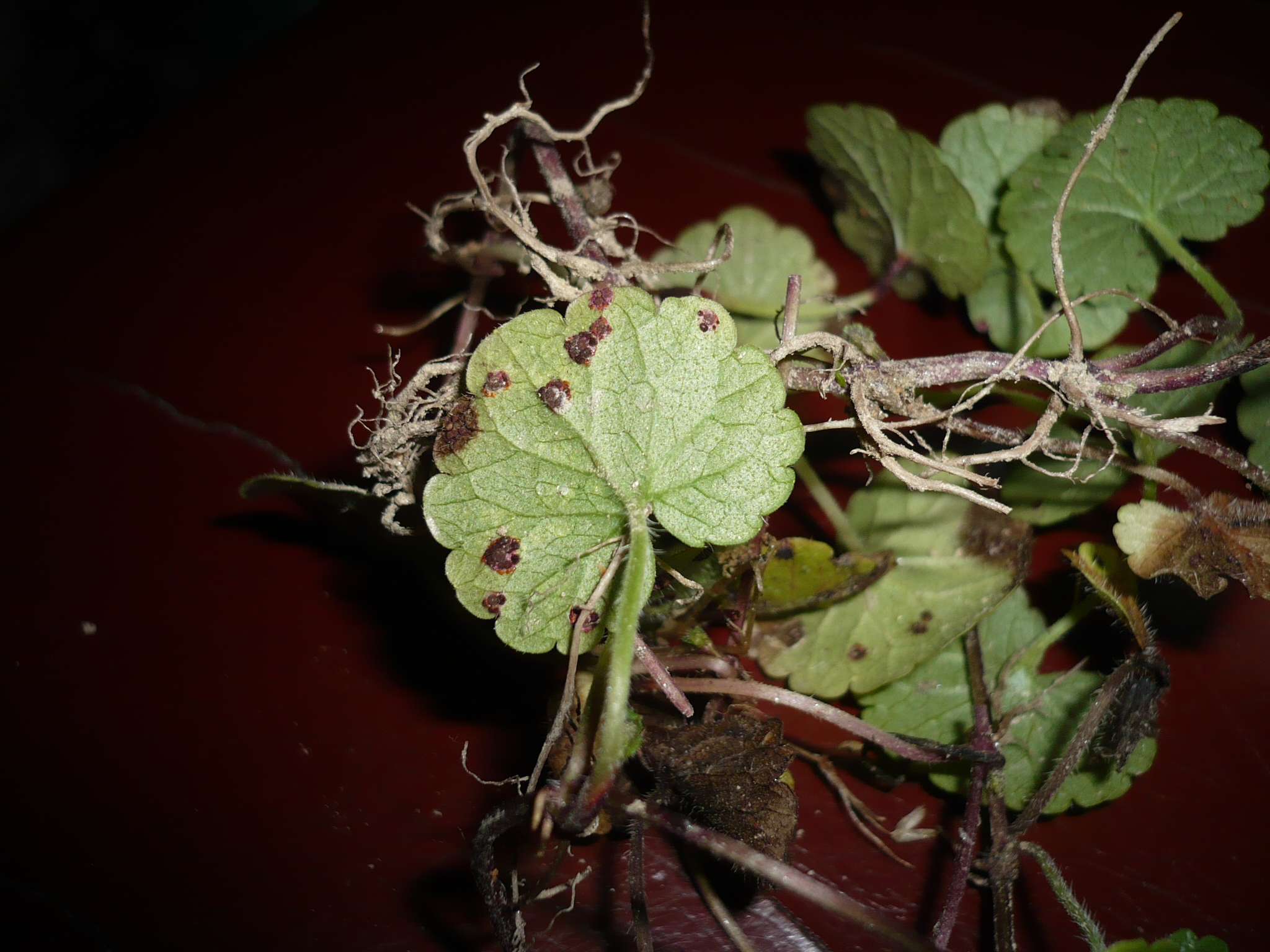